# Strzelniki (Lewin Brzeski)
Strzelniki (deutsch: Jägerndorf) ist ein Ort in der Stadt- und Landgemeinde Lewin Brzeski im Powiat Brzeski der Woiwodschaft Opole in Polen.

## Geographie
Das Angerdorf Strzelniki liegt rund zehn Kilometer nordwestlich von Lewin Brzeski (Löwen), acht Kilometer südöstlich von Brzeg (Brieg) und 34 Kilometer nordwestlich von Opole (Oppeln) in der Schlesischen Tiefebene. Durch den Ort verläuft die Landesstraße 94. Südlich des Dorfes verläuft die Bahnstrecke Opole–Brzeg.
Nachbarorte von Strzelniki sind im Nordosten Zwanowice (Schwanowitz), im Südosten Łosiów (Lossen), im Südwesten Janów (Johnsdorf), im Westen Gierszowice (Giersdorf) und im Norden Kruszyna (Schonau).

## Geschichte

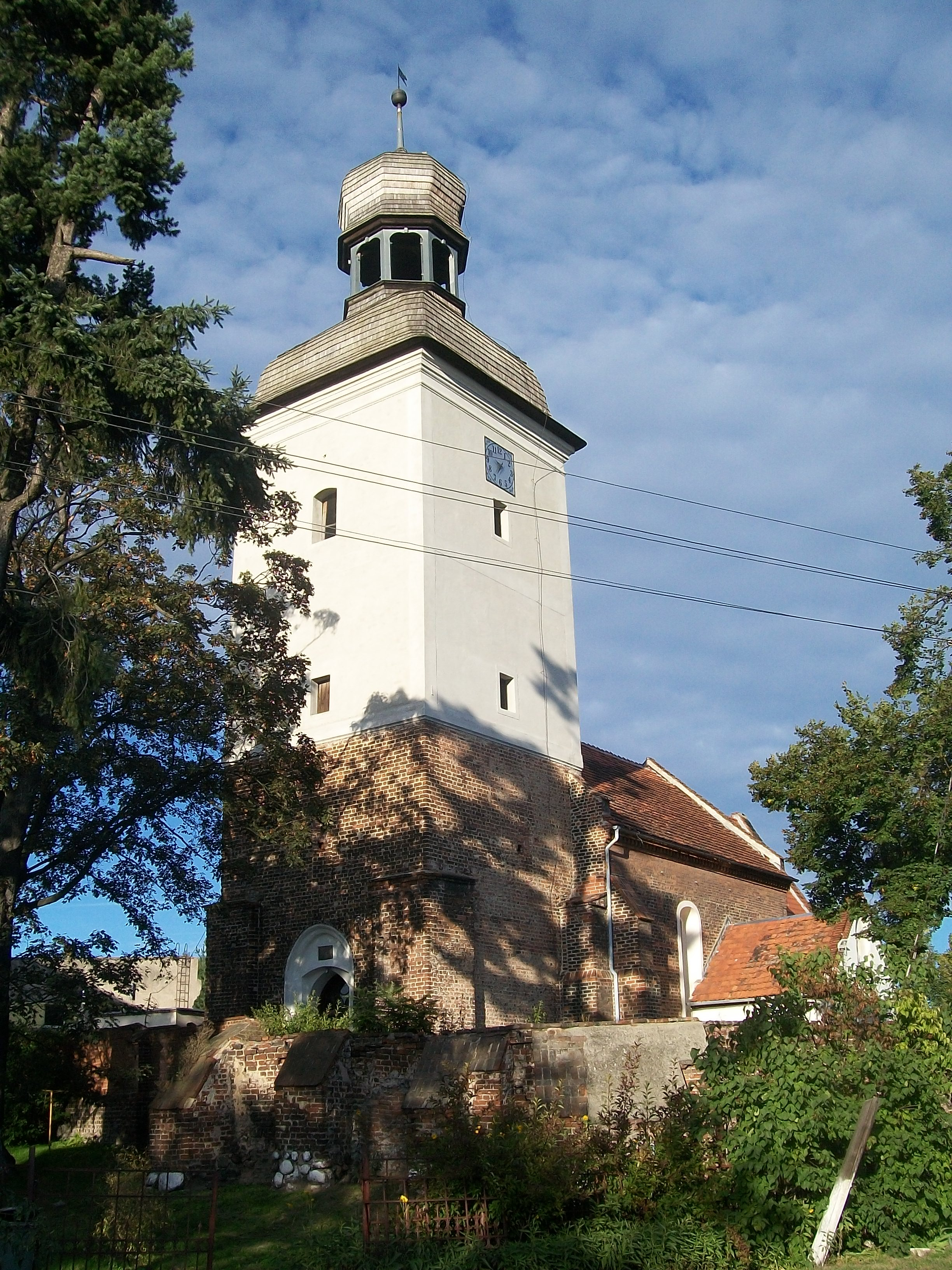
Kirche St. Antonius

Das Dorf wurde 1319 erstmals als Jagersdorf urkundlich erwähnt. 1376 wird die katholische Kirche im Ort erstmals erwähnt.
Nach dem Ersten Schlesischen Krieg 1742 fiel Jägerndorf mit dem größten Teil Schlesiens an Preußen.
1845 bestanden im Dorf Scholtisei, eine evangelische Pfarrkirche, eine evangelische Schule und weitere 101 Häuser. Im gleichen Jahr lebten in Jägerndorf 576 Menschen, davon 413 katholisch. Zwischen dem 30. Januar 1874 und dem 3. Dezember 1880 wird der Amtsbezirk Lossen Nr. 2 aus den Landgemeinden Jägerndorf, Lossen und Rosenthal und dem Gutsbezirk Lossen (Herrschaft) in verschiedenen Etappen gebildet, die Verwaltung erfolgt durch den Amtsvorsteher in Lossen. Erster Amtsvorsteher war der Wirtschaftsinspektor Bone. 1885 lebten 834 Menschen in Jägerndorf.
1933 hatte Jägerndorf 676 sowie 1939 666 Einwohner. Bis 1945 befand sich der Ort im Landkreis Brieg.
Als Folge des Zweiten Weltkriegs fiel der deutsche Ort Jägerndorf 1945 wie der größte Teil Schlesiens unter polnische Verwaltung. Nachfolgend wurde der Ort in Strzelniki  umbenannt und der Woiwodschaft Breslau angeschlossen. 1950 wurde es der Woiwodschaft Oppeln eingegliedert. 1999 kam der Ort zum neu gegründeten Powiat Breszki (Kreis Brieg).

## Sehenswürdigkeiten
- Die römisch-katholische Kirche St. Antonius (poln. Kościół św. Antoniego) wurde 1376 erstmals erwähnt. Der heutige Bau stammt größtenteils aus dem 16. Jahrhundert. Ab 1534 wurde die Kirche durch die evangelische Gemeinde des Dorfes genutzt.[7] Der Turm wurde 1688 erbaut. Der Turmhelm wurde 1844 hinzugefügt. Bei einer Renovierung 1958 wurde Wandgemälde aus 16. Jahrhundert entdeckt, die zwischen 1966 und 1976 freigelegt wurden. Umgeben ist die Kirche von einer gotischen Mauer. Seit 1945 wird die Kirche wieder als katholisches Gotteshaus genutzt. Das Kirchengebäude steht seit 1964 unter Denkmalschutz.[8]
- Zweigeschossige Villa im Stil des Neoklassizismus – Erbaut um 1900[9]